# Turn Around & Count 2 Ten
Turn Around and Count 2 Ten — провідний сингл британського гурту Dead or Alive з їх четвертого студійного альбому Nude. Незважаючи на те Британські чарти були обмежені в топ-100 (пік синглу № 70), сингл отримав успіх у US Hot Dance Club Songs (№ 2) та 17 тижнів поспіль сингл № 1 у Японії.

## Трек-лист

### UK CD single— 1988, Epic (BURNS C4)
1. «Turn Around and Count 2 Ten» (7" Version) — 4:52
2. «Something in My House» (Instru-Mental Mix) — 3:34
3. «Turn Around and Count 2 Ten» (The Pearl and Dean «I Love» BPM Mix) — 8:38
4. «Turn Around and Count 2 Ten» (Instru-Mental Mix) — 3:00

## Чарти
| Чарт (1988)                         | Вища позиція |
| ----------------------------------- | ------------ |
| Australian Singles Chart            | 30           |
| Japanese Singles Chart              | 1            |
| UK Singles Chart                    | 70           |
| U.S. Billboard Hot Dance Club Songs | 2            |